# Bistum Pinar del Río
Das Bistum Pinar del Río (lat.: Dioecesis Pinetensis ad Flumen) ist eine auf Kuba gelegene römisch-katholische Diözese mit Sitz in Pinar del Río.

## Geschichte
Das Bistum Pinar del Río wurde am 20. Februar 1903 durch Papst Leo XIII. mit der Apostolischen Konstitution Actae Preclara aus Gebietsabtretungen des Bistums San Cristóbal de la Habana errichtet und dem Erzbistum Santiago de Cuba als Suffraganbistum unterstellt. Am 6. Januar 1925 wurde das Bistum Pinar del Río dem Erzbistum San Cristóbal de la Habana als Suffraganbistum unterstellt.

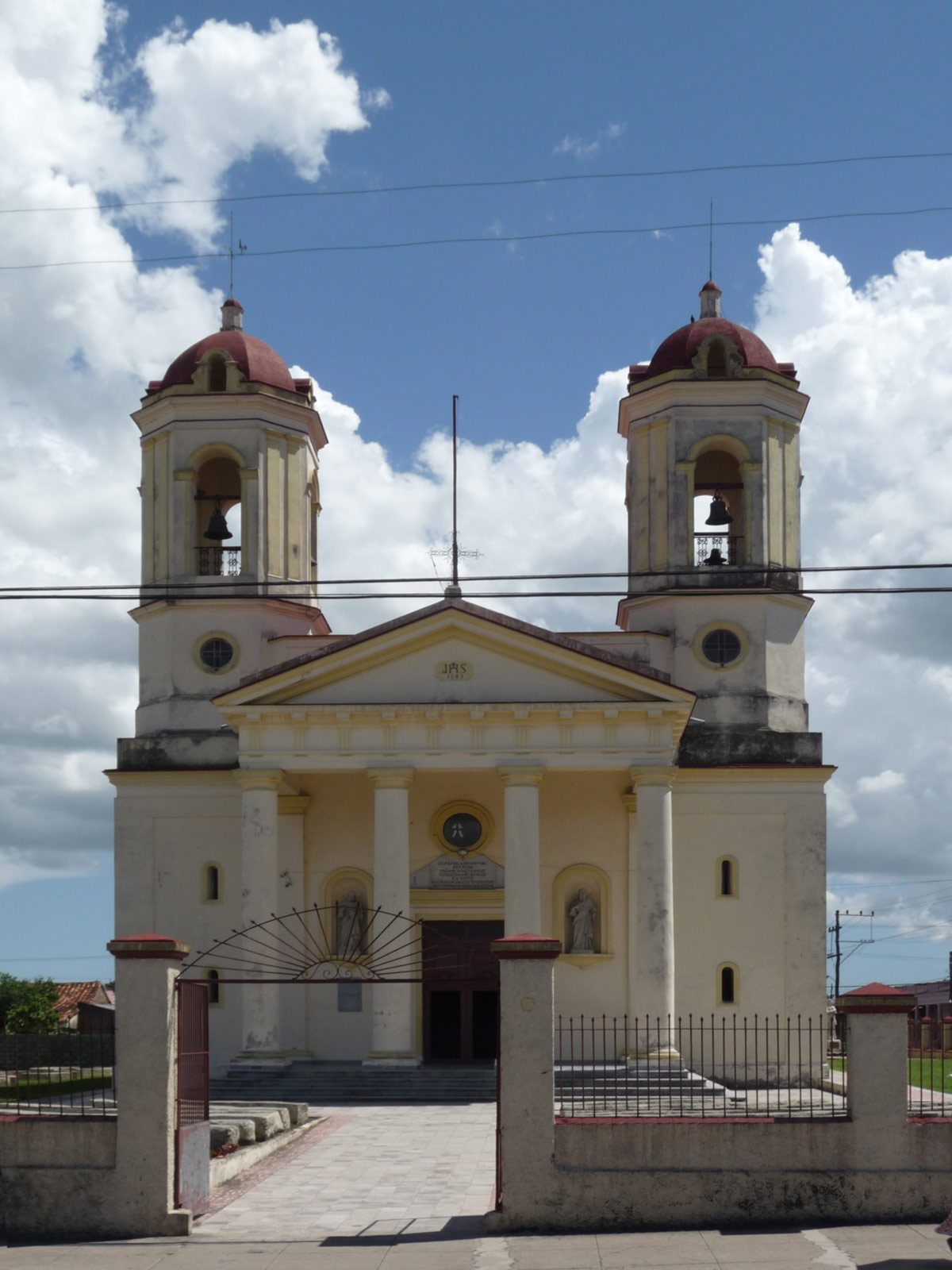
Kathedrale San Rosendo in Pinar del Río

## Bischöfe von Pinar del Río
- Braulio Orúe Vivanco, 1903–1904
- José Manuel Dámaso Rúiz y Rodríguez, 1907–1925, dann Erzbischof von San Cristóbal de la Habana
- Evelio Díaz Cía, 1941–1959, dann Weihbischof in San Cristóbal de la Habana
- Manuel Pedro Rodríguez Rozas, 1960–1978
- Jaime Ortega, 1978–1981, dann Erzbischof von San Cristóbal de la Habana
- José Siro González Bacallao, 1982–2006
- Jorge Enrique Serpa Pérez, 2006–2019
- Juan de Dios Hernández Ruiz SJ, seit 2019